# Hypospila
Hypospila é um gênero de traça pertencente à família Arctiidae.